# 9月27日 (旧暦)
旧暦9月27日は旧暦9月の27日目である。六曜は大安である。

## できごと
- 文和元年/正平7年（ユリウス暦1352年11月4日） - 北朝が観応から文和に改元。
- 万延元年（グレゴリオ暦1860年11月9日） - 日米修好通商条約に調印した遣米使節団77人が帰国。

## 誕生日
- 文政12年（グレゴリオ暦1829年10月24日） - 武市瑞山（半平太）、尊攘派志士・剣客（+ 1865年）

## 忌日
- 弘化5年（グレゴリオ暦1848年10月23日） - 中川五郎治、日本における種痘法の祖（* 1768年）